# Galceran de Cardona i d'Oms
Galceran de Cardona i d'Oms (? - ?), baró d'Assuévar i Soneixa i comanador de l'Orde d'Alcàntara.

## Antecedents familiars
Fill de Ferran de Cardona i Requesens i d'Anna d'Oms. Fou net de Pere de Cardona i Enríquez, governador de Catalunya, i nebot de Galceran de Cardona i Requesens.
Li fou concedit el títol de comanador de l'Ordre d'Alcàntara l'any 1575.

## Núpcies i descendents
Casat el 15 amb la seva cosina germana Mariana de Cardona i d'Erill. Van tenir els següents fills:
- Violant de Cardona i de Cardona.
- Josep de Cardona i de Cardona (1609-1645).